# 清稗類鈔
《清稗類鈔》，筆記小說，清代掌故遺聞的彙編，晚清遺老徐珂（1869年-1928年）編撰。徐珂，原名昌，字仲可，別署中可、仲玉，浙江杭縣（今餘杭）人，清光緒間舉人，曾任袁世凱幕僚，未幾辭退。後任上海商務印書館編輯。長於文學，善詩詞，以《清稗類鈔》聞名。

## 內文架構
作者匯輯野史筆記、家藏秘笈、傳聞異辭與報刊資料，將清代的朝野軼事遺聞，上至天文、下至地理各類人物事蹟，仿照《宋稗類鈔》、《明稗類鈔》體裁，分門別類，按性質年代，事類相從，編撰成書，共分九十二類，一萬三千五百餘條，約三百萬字。
本書內容豐富，分類清晰，檢閱方便，對研究清代文史頗具價值。然資料大半係作者歷年閱讀時隨手札記而成，未能詳註來源，後人引用時，難免有無從徵信之感。
仿清人潘永因《宋稗類鈔》體例，上起順治、康熙，下迄光緒、宣統，博採清人之筆記、札記、報章，編輯而成，全書分時令、地理、外交、風俗、工藝、文學等92類，其中“文學”又有392個細目，再分文字、語言、詩歌、散文等，其中“文字”又分漢文、滿文、回文等。
《清稗类钞》共13500馀條，300萬餘言。可為清史之補正。1916年由商務印書館出版，分48冊，1984年中華書局重印，加上新式標點，分13冊。

## 外部連結
- 《清稗類鈔》（中国哲学书电子化计划网站） （页面存档备份，存于）
- 《清稗類鈔》（开放文学网站） （页面存档备份，存于）（2018年开放文学网站更新后链接）
- 開放文學--清稗類鈔 （2007年上传，原链接在2018年初网站更新时失效）
- Qingbai leicha/清稗類鈔